# تدی
تدی یکی از داستان‌های کتاب مجموعهٔ «نه داستان» جروم دیوید سلینجر است که در ایران به نام دلتنگی‌های نقاش خیابان چهل و هشتم منتشر شده است.
این داستان کوتاه درباره تدی، پسر ۱۰ ساله ای است که در حال بازگشت از انگلستان است. داستان بیشتر حول صحبت ها و نظرات تدی در مورد فلسفه، منطق و خدا است.